# Рудолф Маркушић
Рудолф Маркушић (1911 — 1945) био је југословенски атлетски репрезентативац. Такмичио се у бацању копља. Био је члан АК Славија из Вараждина.
Рудолф Маркушић је био првак Југославије три пута: 1936. — 54,48 м, 1937. — 57,90 м и 1945. 54,69 м.
Учествовао је на Летњим олимпијским играма 1936. у Берлину. У својој дисциплини бацању копља у квалификацијама заузео је 20. место са 55,0 м. и није се успео квалификовати за финале.
Лични рекорд 63,20 метра постигао је 1937. године.